# Sechium edule
La chayotera (Sechium edule) es una cucurbitácea cuyo fruto (conocido como chayote, tayota, pataste, guatila, papa del aire, papa pobre, güisquil, cidra etc.) tiene un amplio uso como hortaliza. Sin embargo el fruto no es la única parte comestible de esta planta. En muchas culturas de América Latina se comen también las puntas tiernas de la planta. Por ejemplo, en Oaxaca, México, se cocinan las guías de chayote para hacer sopa de guías. Este también es llamado como " Mido Wawa " en San Miguel. En algunos países de Centroamérica, como El Salvador y Guatemala, es conocido por "Güisquil".
El chayote formó parte de la dieta mesoamericana de época precolombina. La investigación botánica indica el sur de México y Guatemala el área con mayor variabilidad, y por lo tanto su probable lugar de origen. Fue introducido en las Antillas y en Sudamérica entre los siglos xviii y xix.

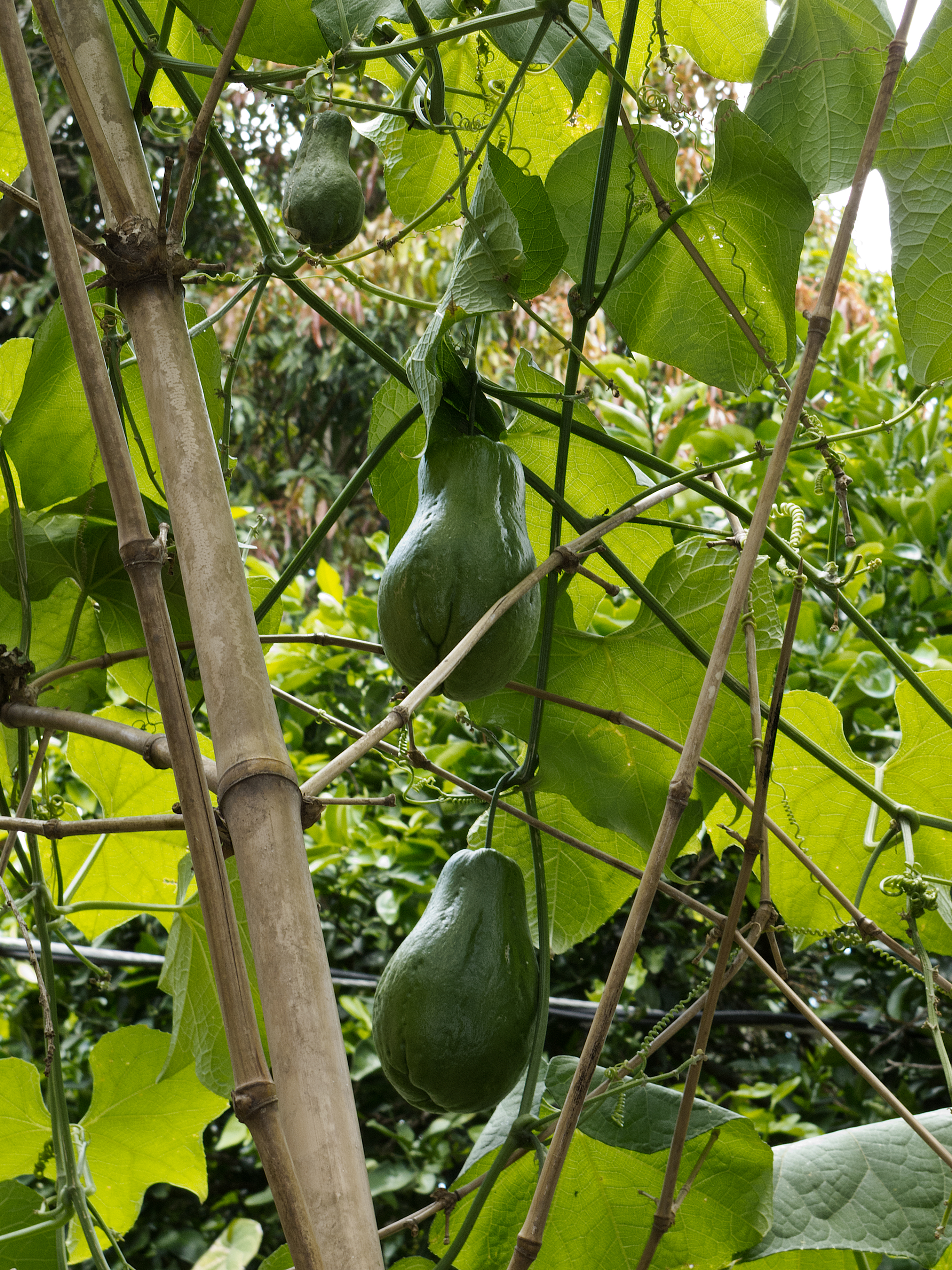
Vista de la planta

## Clasificación y descripción
La especie Sechium edule es una planta trepadora perenne, monoica y vivípara de tallos aristados y lisos, hasta de 15 m de largo, muy ramificados. Los tallos tienen cordones de fibras largas y fuertes, los bejucos crecen de una cepa permanente y duran de uno a dos años. De un nudo del tallo brota un zarcillo, de base larga y fuerte, que termina en tres o cuatro ramillas, una de ellas más gruesa y larga que las otras. Del lado opuesto del nudo brota una hoja, de cuya axila salen inflorescencias o ramas vegetativas. Las hojas tienen el peciolo corto y generalmente curvo. La lámina palmeada, con la base profundamente recortada, tiene de cinco a siete lobos obtusos y apiculados, el margen con dientes pequeños, claros y espaciados. Hay cinco nervios principales que salen del peciolo, hundidos en el lado superior y prominentes en el reverso de la lámina. Las flores son unisexuales, ambas son semejantes y poseen diez nectáreos en forma de poros ubicados en la base del cáliz, se producen en etapas sucesivas en el tallo y en cada nudo se encuentran las inflorescencias pistiladas y estaminadas, están espaciadas y se abren sucesivamente, aunque muchas de ellas no alcanzan abrir pues se secan y desprenden La corola hasta de dos centímetros de diámetro, se forma de cinco pétalos unidos solo en la base, amarillentos y con estrías verdosas. El fruto es una baya solitaria o en pares sobre un mismo pedúnculo, vivípara, carnosa, indehiscente, con diferentes formas tamaños y con un crecimiento sigmoide. El exocarpo, es liso o finamente pubescente, o con espinas que varían en número y tamaño, con presencia o ausencia de surcos y con tonalidades verde oscuro, verde claro y blanco. El mesocarpo es carnoso seco o suave, color verdoso a blanco, formado por un parénquima de almacenamiento que es rico en nutrientes y con fibras que forman una red alrededor del endocarpio. La semilla, es única, grande, ovoide, aplastada, lisa, suave y formada por dos cotiledones grandes.
La planta de chayote posee un sistema de raíces fibrosas y algunas de las cuales registran un proceso de tuberización en su parte terminal durante la época fría del año, septiembre a marzo. La raíz tuberizada tiende a desaparecer al momento que la planta ha emitido nuevos tallos y se encuentran desarrollados; primero pierde turgencia y posteriormente entra en estado de putrefacción.

### Fruto
Tiene un color que va del verde oscuro al verde claro o amarillo claro casi blanco. Cuando está tierno presenta una cáscara lustrosa y consistencia dura. Puede estar cubierto por espinas o no. El chayote sin espinas tiene una apariencia más lisa y puede presentar menos hendiduras que el chayote con espinas.
Cada chayote tiene una semilla amplia y chata, llamada pepita, que es comestible además de la pulpa. Comúnmente los chayotes pesan en torno a los 500 gramos, aunque algunos llegan a pesar hasta 2 kilogramos.

### Cáscara
La cáscara no es apta para conservación.

#### Variedades
Una variedad muy pequeña de color amarillo o verde de chayote se conoce en Costa Rica con el nombre de cocoro.

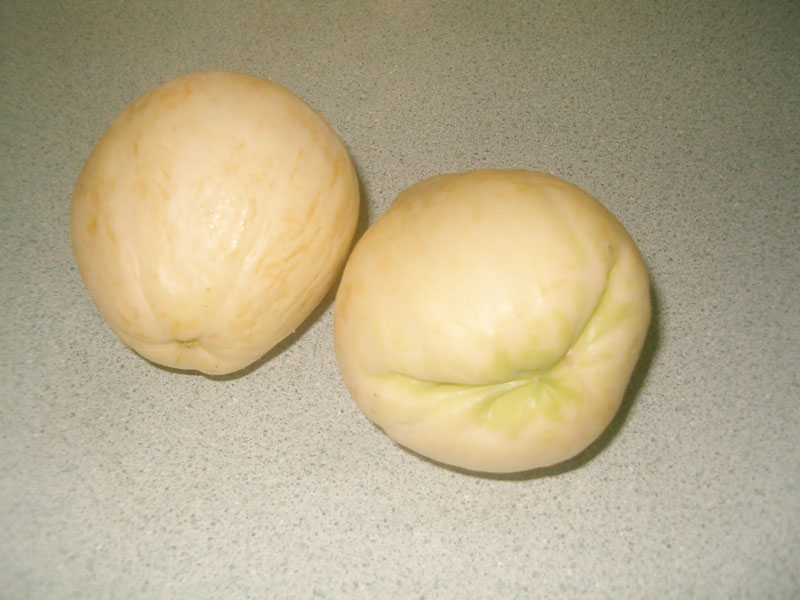
Perulero (fruto)

En Guatemala y en Honduras, una variedad de color amarillento se conoce como perulero. El perulero es blanco por dentro y amarillo por fuera. Su consistencia es más suave y jugosa que el chayote tradicional cuyo exterior es de color verde. Se planta en los meses de octubre y noviembre. A pesar de lo mencionado anteriormente, si se puede establecer que existan cepas diferenciadas del fruto estudiado.

### Cultivos
Los cultivos son 'Broad Green', 'Long White', 'Oval Green', 'Pointed Green', 'Round White'. Fueron cultivares estudiados en Puerto Rico en 1901.

## Distribución
El chayote es una especie que sin duda se domesticó dentro del área cultural de Mesoamérica, principalmente en Guatemala y en la región comprendida entre el sur de México, Guatemala y Honduras. Su cultivo está ampliamente difundido en Mesoamérica. Su introducción en las Antillas y América del Sur se llevó a cabo entre los siglos XVIII y XIX. En esta misma época, se introdujo en Europa, desde donde fue llevado a África, Asia y Australia, mientras que su introducción en los Estados Unidos data de fines del siglo XIX.
En la actualidad, la comercialización a gran escala tanto nacional como internacional recae en un tipo llamado verde liso. Los principales países productores de chayote son México, República Dominicana, Costa Rica, Guatemala, El Salvador, Brasil, Estados Unidos de América, Argelia, India, Nueva Zelanda y Australia. En México, son seis los estados que tienen una producción importante de chayote para el mercado: Chiapas, Michoacán, el estado de México, Nayarit, Jalisco y Veracruz.

## Ambiente
El chayote se cultiva de manera tradicional en muchas regiones del mundo, preferentemente entre los 400 y 1 800 m de altitud. Sin embargo, en muchas regiones existen variantes adaptadas al cultivo a nivel del mar (en Río de Janeiro y Yucatán); en otras se da por encima de los 2 000 m (en Bolivia, Colombia y en México, en Oaxaca y Chihuahua). Las tasas silvestres más cercanas a S. edule presentan una distribución de altitudes similar, ya que crecen entre los 50 y 2100 m. En términos generales, este vegetal posee la tendencia de habitar en áreas completamente abruptas y casi inaccesibles, en donde las condiciones del suelo resultan desfavorables para ejercer algún tipo de agricultura y ganadería. Las condiciones del medio físico donde prospera el chayote silvestre, generalmente interactúan con el Bosque Mesófilo de Montaña o Bosque de Niebla, y en las partes más bajas se le encuentra en zonas, entre la Selva Mediana y Selva Alta Subperennifolia. Requiere de suelos húmedos y con abundante materia orgánica o humus. Muchas colectas depositadas en los principales herbarios del país (MEXU, XAL, CHAPA), han sido reportadas cerca de ríos, arroyuelos o caídas de agua, en donde las plantas pueden encontrarse formando diversas y enormes agrupaciones.

## Estado de conservación
México es uno de los centros de mayor diversidad biológica. Veracruz, Chiapas y Oaxaca son los estados en los que se han ubicado las áreas con mayor diversidad. Los registros de exploraciones coinciden en que la mayor variación se encuentra entre el sur de México y Guatemala. La distribución geográfica de los parientes silvestres de S. edule también confirma el origen mesoamericano de este cultivo.
En el caso de las especies S. edule, el ambiente en el cual se ha desarrollado y evolucionado se han visto alterados por las actividades humanas, de tal forma que muchos de los sitios naturales de dispersión se han perdido. Esto sugiere que su distribución geográfica en el pasado haya sido mucho más amplia que la que conocemos actualmente. No obstante el cambio de uso del suelo ha significado su desplazamiento y hasta su extinción en varios puntos geográficos de la entidad, ya que en estas condiciones se comportaría como maleza indeseable para los agricultores.

Sobre la especie S. edule existe poca información sobre cómo mejorar su conservación, cuya diversidad está en riesgo debido a la pérdida de la biodiversidad, por talas en áreas boscosas que han ido erosionando la biodiversidad de esta especie y aun cuando el chayote representa importancia económica, social, cultural y ambiental, su conservación no ha sido debidamente abordada en un proceso de investigación integral. Para esto es necesario realizar estudios sobre los recursos genéticos de esta especie que ayuden al desarrollo de prácticas sobre la conservación del germoplasma de S. edule para mantener el equilibrio de la biodiversidad no sólo en México sino en toda su área de dispersión.

## Terminología
El nombre que se da al fruto, y por extensión a la planta, es: chayote en náhuatl (chayotli) quiere decir calabaza espinosa, nombre con que se conoce en México, Panamá, Nicaragua, Cuba,  Ecuador,  Puerto Rico y Costa Rica. En El Salvador es llamado hüisayote además de huisquil. También llamado cidrayota, tayota (en República Dominicana), güisquil (en Guatemala), y guatilla chuchu, o xuxú o yuyu Brasil, papapobre o papa de pobre, Choko o guatila o caihua en Chile, calabaza china o calabaza chilena o calabacita china o caigua chilena en Perú, papa del aire en Argentina, cidra, papa del moro, cidra papa, pataste. Chayota en Venezuela. Güisquil en Guatemala y El Salvador. Pataste en Honduras. En Colombia: guatila o papa de pobre (en el interior), beyota (en algunos municipios de Cundinamarca) o cidra (en el Eje cafetero y Antioquia), yota (en el departamento de Santander) y en Brasil se le llama chuchu. En España se cultiva este fruto y se comercializa como chayota o patata china. En Argentina, Uruguay y Paraguay como papa del aire o chu-chu, porque las semillas germinan cuando el fruto todavía cuelga de la planta y las raíces la atraviesan hacia el ambiente externo. En Filipinas recibe el nombre de sayote y se cultiva en las zonas montañosas del país, como La Cordillera.
La raíz, comestible, en el estado de Michoacán de México se le conoce como huarás, en Chiapas como cuesa, en Oaxaca como Chayocamote, en Puebla y Veracruz se le llama Chayoteste. En otras partes de México se le llama chinchayote o simplemente chayote. Según el INCAP, la raíz del chayote se conoce como ichintal en Guatemala (tanto ichintal como güisquil son palabras que provienen de alguna de las lenguas mayas que en tal país se hablan), chinta o chintla en El Salvador, echinta o patastilla en Honduras, raíz de chayote en Panamá y Tayota en la República Dominicana.
- Nota*: algunas semejanzas han hecho que los nombres dados a la Sechium edule tratada en el presente artículo sean muy semejantes a los que recibe Cucurbita ficifolia que recibe también el nombre de chilacayote o chiverre, de la que se obtiene el dulce llamado cabello de ángel o dulce de chiverre.

En Kenia fue introducido por miembros de la comunidad mexicana (misioneras y misioneros) y es conocido como shushu. Se sabe que es cocido y molido para combinarlo con un platillo del oeste de Kenia conocido como "Mukimo" (pronunciado: mokimó). Si bien se vende en los mercados kenianos, no es muy popular debido a que la población desconoce las propiedades benéficas del chayote y las diferentes formas de cocinarse.

## Usos

### Gastronomía
El fruto del chayote o güisquil es ampliamente consumido en toda América Latina. Se usa a modo similar que la calabaza, cortándose en dados e incluyéndolo en sopas y guisos.

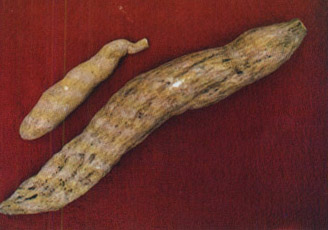
Raíz, llamada chayotextle, huarás o ichintal.

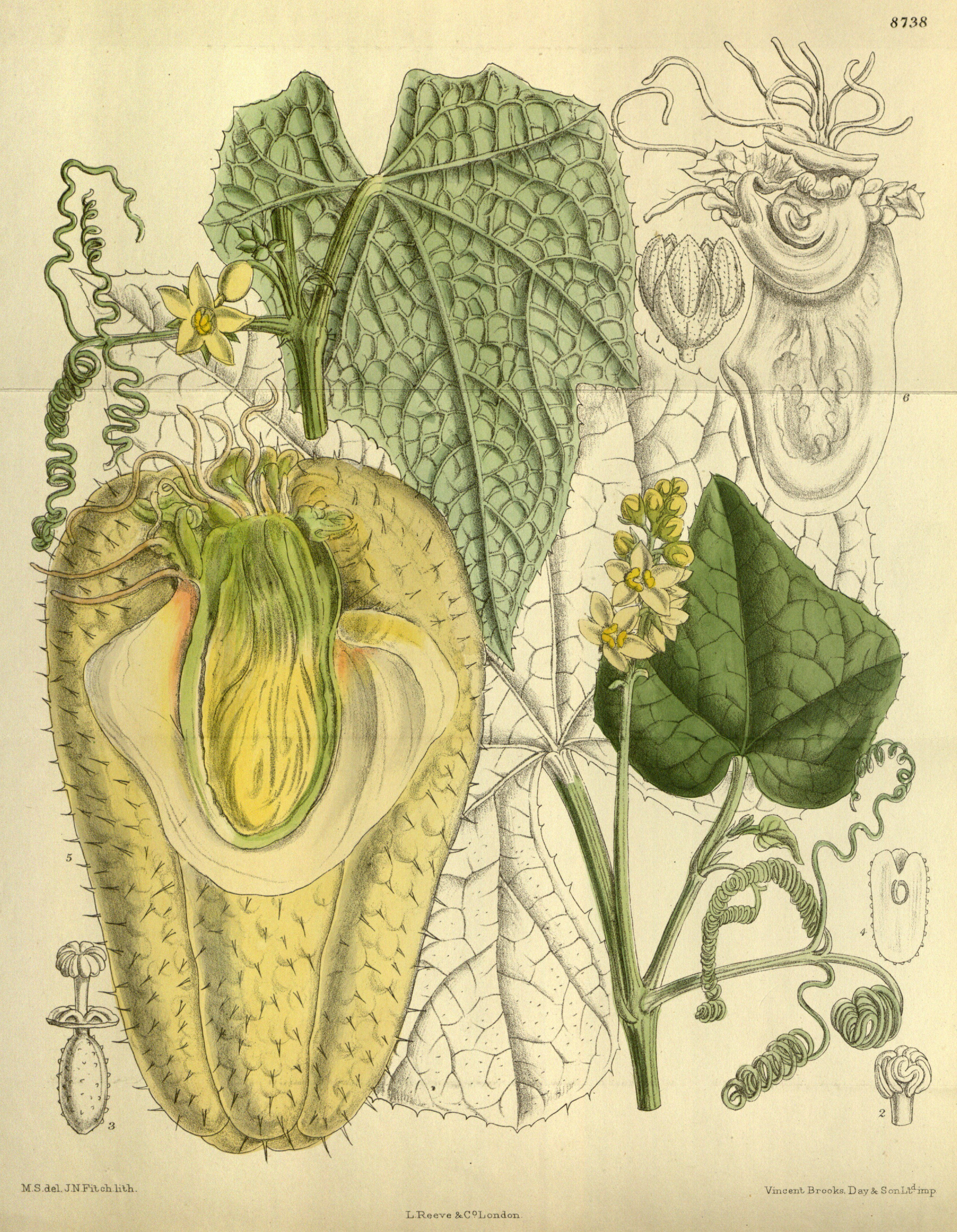
Ilustración

La raíz o tubérculo, llamado huarás, chayotextle o ichintal, también es comestible y presentan semejanza con las papas. Tiene una apariencia tosca y suave sabor. En México y en particular en el estado de Michoacán, se hacen muchos guisados con esta raíz. En Colombia, en general se usa como cualquier tubérculo reemplazando a la papa, en algunas partes no es usado como comestible para humanos pero sí para los animales domésticos como ganado o cerdos. Algunas de las preparaciones incluyen pastas, sopas (sancocho), tortas, verdura en acompañamientos y jugos.
En algunas zonas del centro y sur de México es posible encontrar guías de chayote, que son los brotes o tallos tiernos de esta planta, considerados comestibles. Se cocinan en diferentes guisos, como el caldo de guías.

### Artesanías
Los tallos, por su flexibilidad y resistencia, se utilizan para la fabricación artesanal de cestería y sombreros.

### Medicinales
La decocción de hojas y tallos se usa oralmente para tratar cálculos renales, arteroesclerosis, hipertensión,  afecciones respiratorias (bronquitis, catarro, tos), cólico, dolor de oídos, fiebre, mal de ojo, paño en la cara.
La raíz se usa para afecciones respiratorias y urinarias. El fruto se usa en cataplasma para inflamación de la piel y quemaduras; el epicarpio o savia del fruto se aplican tópicamente en heridas y llagas sin dejar cicatriz. Una emulsión de semillas se utiliza para aliviar la inflamación intestinal.
A hojas y raíces se le atribuye propiedad diurética,y expectorante; y al fruto, cicatrizal y emoliente. 